# Биньзыонг
Биньзыо́нг (вьет. Bình Dương, тьы-ном 平陽) — провинция в южной части Вьетнама.

## История
Биньзыонг была создана 1 января 1997 года путём разделения провинции Шонгбе на 3 отдельных провинции.

## География
Площадь составляет 2 695,5 км². Основные реки — Сайгон, Донгнай и Бе.

## Население
Население по данным на 2009 год — 1 482 636 человек. Плотность населения — 550,14 чел./км². Южные районы Биньзыонга — высокоурбанизированная территория, примыкающая к агломерации Хошимина.  

## Административное деление
В административном отношении делится на:
- город провинциального подчинения Тхузаумот;
- город Тхуанан;
- город Зиан;

и 4 уезда:
- Бенкат (Bến Cát);
- Заутьенг (Dầu Tiếng);
- Тануен (Tân Uyên);
- Фузяо (Phú Giáo).

## Экономика
Развиты промышленность и сельское хозяйство.